# Marcel Schlutt
Marcel Schlutt (Demmin, 1º agosto 1977) è un attore pornografico e fotografo tedesco, occasionalmente lavora come presentatore televisivo ed opinionista.

## Biografia
Figlio unico di un maniscalco, Schlutt è nato a Demmin nel Meclemburgo-Pomerania Anteriore, nell'allora Germania dell'Est, ma ha vissuto la sua infanzia a Bielefeld dopo la riunificazione tedesca del 1989. È cresciuto in una fattoria di cavalli, appassionandosi all'equitazione.
All'età di 18 anni inizia a lavorare come modello per un fotografo di Colonia, apparendo in diversi libri illustrati. Dopo essersi classificato primo ad un concorso per modelli, inizia a lavorare tra Londra e Madrid come nuovo volto dell'agenzia So Dam Tuff, apparendo per campagne pubblicitarie per H&M e Levi's.
Nel 2001 lavora come presentatore televisivo per il canale a pagamento "Premiere", presentando i programmi per soli adulti SexyGayplaces.tv e Backstage - Das Magazin. Nel 2003 inizia la sua carriera nei film porno, apparendo in diversi film per case di produzione tedesche come la Cazzo Film e Wurstfilm, in seguito inizia a lavorare negli Stati Uniti per la Lucas Entertainment del pornodivo Michael Lucas. Lavorando indistintamente sia in ruoli da passivo che da attivo, ottiene il suo primo ruolo da protagonista nel film carcerario di Jörg Andreas Locked Up. Acquista popolarità anche grazie a moltissimi siti internet a pagamento e lavorando come escort.
Dal 2005 inizia a lavorare come fotografo professionista, realizza un libro fotografico, Skate! e collabora per diversi magazine a tematica gay. I suoi lavori sono apparsi anche l'edizione russa di Vogue. Nel 2007 si ritira dal business del porno, in seguito lavora per il regista Bruce LaBruce nel film Otto; or Up with Dead People, horror atipico con esplicite scene gay.

## Filmografia
- Gefangen (2004)
- Night Lair (2004)
- Scum! A Story Of British Sex Pigs (2004)
- Eingelocht (2005)
- Sex Klinik (2005)
- Best of Berlinmale.com 2: Schwanzangriff! (2006)
- Echt Geil (2006)
- Gefangen im Analkerker (2006)
- Sleazy Rider (2006)
- Best of Berlinmale.com 4: Fickfleisch Deluxe (2007)
- Best of Berlinmale.com 5: Fuck Me Harder (2007)
- Cam Shooterz (2007)
- Cock Hungry Dudes (2007)
- Cruising Budapest 2: Ben Andrews (2007)
- Deep (2007)
- Fuck Freight (2007)
- Fuck the Tourist (2007)
- Liquid Heat (2007)
- Best of Berlinmale.com 6: Jung And dauergeil (2008)
- Fucking Art (2008)
- Water Rats (2008)
- Hung Berliners (2010)
- Max and the City (2011)
- Max and the City (2011)